# Música de la República Democrática del Congo

Bandera de la República Democrática del Congo.

La música de la República Democrática del Congo varía en sus diferentes formas. Fuera de África, la mayoría de la música de la República Democrática del Congo se llama Soukous, que se refiere con mayor precisión a un baile popular a fines de la década de 1960. El término rumba o rock-rumba también se usa genéricamente para referirse a la música congoleña, aunque ninguno es preciso ni descriptivo.
La gente del Congo no tiene un término único para su propia música en sí, aunque muziki na biso ("nuestra música") se usó hasta fines de la década de 1970, y ahora el nombre más común es ndule, que simplemente significa música en el idioma lingala; La mayoría de las canciones de la República Democrática del Congo se cantan en lingala.

## Historia

### Tiempos coloniales (pre-1960)
Desde la era colonial, Kinshasa, la capital del Congo, ha sido uno de los grandes centros de innovación musical. Sin embargo, el país estaba dividido en territorios controlados por muchos grupos étnicos diferentes, muchos de los cuales tenían poco en común entre sí. Cada uno mantuvo (y continúa haciéndolo) sus propias tradiciones de música folklórica, y hubo poco en el camino de una identidad musical pan-congoleña hasta la década de 1940.
Como gran parte de África, el Congo estuvo dominado durante la era de la Segunda Guerra Mundial por la rumba, una fusión de estilos musicales latinos y africanos que provenía de la isla de Cuba. Los músicos congoleños se apropiaron de la rumba y adaptaron sus características a sus propios instrumentos y gustos. En la década de 1950, comenzaron a aparecer sellos discográficos, incluidos CEFA, Ngoma, Loningisa y Opika, cada uno emitiendo muchos registros de 78 rpm; Radio Congo Belge también comenzó a transmitir durante este período. Bill Alexandre, un belga que trabaja para CEFA, trajo guitarras eléctricas al Congo.
Los primeros músicos populares incluyen a Camile Feruzi, quien se dice que popularizó la rumba durante la década de 1930 y guitarristas como Zachery Elenga, Antoine Wendo Kolosoy y, lo más influyente, Jean Bosco Mwenda. Junto a la rumba, otros géneros importados como el swing estadounidense, el cabaret francés y el highlife de Ghana también fueron populares.
En 1953, la escena musical congoleña comenzó a diferenciarse con la formación del African Jazz (dirigido por Grand Kalle), la primera orquesta de tiempo completo en grabar e interpretar, y el debut del guitarrista de quince años. François Luambo Makiadi (alias Franco). Ambos llegarían a ser algunas de las primeras estrellas de la música congoleña. African Jazz, que incluía a Kabasele, a veces llamado el padre de la música moderna congoleña, así como el legendario saxofonista y tecladista camerunés Manu Dibango, se ha convertido en uno de los grupos más conocidos en África, en gran parte debido a la "Indépendance Cha Cha" de 1960, que celebró la independencia del Congo y se convirtió en un himno para movimientos similares en todo el continente.

### Grandes bandas (c. 1930–70)
En la década de 1950, Kinshasa y Brazzaville se vincularon culturalmente, y muchos músicos se movieron de un lado a otro, lo más importante, Nino Malapet y uno de los fundadores de OK Jazz, Jean Serge Essous. La tecnología de grabación había evolucionado para permitir tiempos de reproducción más largos, y los músicos se centraron en el sebene, una pausa de percusión instrumental con un ritmo rápido que era común en la rumba. Tanto OK Jazz como African Jazz continuaron actuando durante toda la década hasta que African Jazz se separó a mediados de la década de 1960, TPOK Jazz con Franco Luambo Makiadi al timón dominó la música soukous durante los próximos 20 años.
Tabu Ley Rochereau y el Dr. Nico formaron African Fiesta, que incorporó nuevas innovaciones de toda África, así como soul, rock y country de Estados Unidos y Gran Bretaña. African Fiesta, sin embargo, duró solo dos años antes de desintegrarse, y Tabu Ley formó Orchestra Afrisa International en su lugar, pero este nuevo grupo no pudo rivalizar con OK Jazz en influencia por mucho tiempo.
Muchos de los músicos más influyentes de la historia del Congo surgieron de una o más de estas grandes bandas, incluido el coloso Franco Luambo Makiadi, al que generalmente se hace referencia simplemente como "Franco", Sam Mangwana, Ndombe Opetum, Vicky Longomba, Dizzy Madjeku y Kiamanguana Verckys. Mangwana fue el más popular de estos artistas solistas, manteniendo una base de seguidores leales incluso mientras cambiaba de Vox Africa y Festival des Marquisards a Afrisa, seguido de OK Jazz y un regreso a África antes de establecer un grupo de África Occidental llamado African All Stars. Mose Fan Fan de OK Jazz también demostró ser influyente, trayendo rumba congoleña al este de África, especialmente a Kenia, después de mudarse allí en 1974 con Somo Somo. Rumba también se extendió por el resto de África, con Pamelo Mounk'a y Tchico Thicaya de Brazzaville mudándose a Abiyán y Ryco Jazz llevando el sonido congoleño a las Antillas francesas.
En el Congo, los estudiantes de Gombe High School quedaron fascinados con el rock y el funk estadounidenses, especialmente después de que James Brown visitó el país en 1969. Los Nickelos y Thu Zahina salieron de Gombe High, y el primero se mudó a Bruselas y el segundo, aunque solo existió brevemente , convirtiéndose en legendarios por sus espectáculos energéticos que incluyeron tambores frenéticos y funky durante el seben y un sonido a menudo psicodélico. Este período a finales de los años  60 es la era soukous, aunque el término soukous ahora tiene un significado mucho más amplio y se refiere a todos los desarrollos posteriores en la música congoleña.

### Zaiko y post Zaiko (c. 1970–90)
Stukas y Zaïko Langa Langa fueron las dos bandas más influyentes que surgieron de esta época, con Zaiko Langa Langa como un punto de partida importante para músicos como Pepe Feli, Bozi Boziana, Evoloko Jocker y Papa Wemba. Un sonido pop más suave y suave se desarrolló a principios de la década de 1970, dirigido por Bella Bella, Shama Shama y Lipua Lipua, mientras que Kiamanguana Verckys promovió un sonido más áspero como el de un garaje que lanzó las carreras de Pepe Kalle y Kanda Bongo Man, entre otros.
A principios de la década de 1990, la escena de la música popular congoleña había disminuido terriblemente. Muchos de los músicos más populares de la época clásica habían perdido su ventaja o habían muerto, y el régimen del presidente Mobutu continuó reprimiendo la música indígena, reforzando el estatus de París como centro para la música congoleña. Pepe Kalle, Kanda Bongo Man y Rigo Star tenían su base en París y eran los músicos congoleños más populares. Nuevos géneros como madiaba y el mutuashi de Tshala Mwana alcanzaron cierta popularidad. Sin embargo, Kinshasa todavía tenía músicos populares, incluidos Bimi Ombale y Dindo Yogo.
En 1993, muchas de las personas y bandas más importantes de la historia del Congo se reunieron para un evento que ayudó a revitalizar la música congoleña, y también impulsaron las carreras de bandas populares como Swede Swede. Otra característica notable en la cultura del Congo es su música sui generis. La RDC ha mezclado sus fuentes musicales étnicas con la rumba y el merengue cubanos para dar a luz a Soukous.
Figuras influyentes de Soukous y sus retoños (N'dombolo, Rumba Rock) son Franco Luambo, Tabu Ley, Simaro Lutumba, Papa Wemba, Koffi Olomide, Kanda Bongo Man, Ray Lema, Mpongo Love, Abeti Masikini, Reddy Amisi, Pepe Kalle, y Nyoka Longo. Uno de los pioneros más talentosos y respetados de la rumba africana: Tabu Ley Pascal Rochereau.
La música moderna congoleña también está influenciada en parte por su política. Zaire, entonces en 1965, Mobutu Sese Seko se hizo cargo, y a pesar de la corrupción masiva, el fracaso económico desesperado y el intento de levantamiento militar de 1991, se mantuvo hasta la víspera de su muerte en 1997, cuando el presidente, Laurent Kabila. Kabila heredó un caparazón casi ingobernable de una nación. Lo renombró República Democrática del Congo.
Kabila no pudo borrar los efectos ruinosos de los legados belga y mobutu, y el país se encuentra ahora en un estado de guerra civil crónica. Mobutu infundió un profundo miedo al disenso y no logró desarrollar los vastos recursos de su país. Pero los muros que construyó alrededor de su gente y sus intentos de aumentar el orgullo cultural y nacional ciertamente contribuyeron al ambiente que generó la música pop más influyente de África. Llámelo soukous, rumba, zairois, música del Congo o kwassa-kwassa, el sonido pop que emana de la capital del Congo, Kinshasa ha moldeado la cultura africana moderna más profundamente que ninguna otra.
África produce géneros musicales que son derivados directos del congoleño Soukous. Algunas de las bandas africanas cantan en lingala, el idioma principal en la RDC. El mismo Soukous congolés, bajo la guía de "le sapeur" Papa Wemba, ha marcado el tono para una generación de jóvenes que se visten con ropa de diseñador costosa. Los numerosos cantantes e instrumentistas que pasaron por Zaiko Langa Langa gobernaron el bullicio de Kinshasa escena musical en los años 80 con bandas como Choc Stars y Viva la Musica de Papa Wemba.
Un antiguo miembro de Viva la Música, Koffi Olomidé, ha sido indiscutiblemente la mayor estrella zaireana / congoleña desde principios de los años 90. Sus principales rivales son dos veteranos de la banda Wenge Musica, J.B. Mpiana y Werrason. Mpiana y Werrason afirman ser el creador de ndombolo, un estilo que entremezcla gritos con estallidos de melodía vocal y armonía sobre un frenético estruendo de guitarras eléctricas, sintetizadores y tambores. Este estilo es tan generalizado que incluso el repertorio actual de Koffi Olomidé es principalmente ndombolo.

### Actualidad (1990-presente)
Actualmente, la música de la República Democrática del Congo está dominada por el baile "ndombolo". La quinta generación de congoleños surgió a mediados de la década de 2000 con la salida de Fally Ipupa y Ferre Gola del Quartier Latin de Koffi Olomide.
Hay otros músicos talentosos artistas que surgieron después de la escuela Wenge Musica como Ferre Gola, Fabregas le Métis Noir.
Artistas jóvenes del grupo Bakolo Génération International que debutaron a finales de la década de 2010.
Ha habido un movimiento masivo o un aumento de artistas gospel congoleños que salen de la nada. Uno de ellos es conocido como el pionero de la música gospel congoleña, Charles Mombaya, quien murió en mayo de 2007, tuvo muchas influencias sobre la música gospel congoleña. Dirigió un pequeño estudio "Asifiwe Studio" donde pudo reclutar nuevos artistas talentosos congoleños y grabarlos. Reclutó a cientos de cantantes congoleños que se hicieron famosos, incluidos Runo M'vumbi Dembe Moyo, Marie Misamu, Thomas Lokofe, Carlito Lassa, Patrice Ngoy Musoko, Matou Samuel, Lifoko du Ciel, Kool Matope, Couple Buloba, Pepe Kibala, Mopero wa Maloba, Rene Lokua, Mbuta Kamoka, Mimi Mavatiku, Aime Nkanu, Jose Nzita, L'Or Mbongo, Denis Ngonde y más.
Otro pilar del artista gospel congolés cuya música renovó la adoración en el santuario de D.R. Congo y en todo el mundo se conoce como Alain Moloto. Su música, rica en mensajes reflexivos profundos, poéticos y espirituales, aún impacta la vida de los cristianos congoleños en Europa, América y los países africanos en su mayoría de habla francesa. Antes de su muerte, su grupo GAEL se separó y algunos de los miembros del grupo formaron una banda conocida como l'Echos d'Adoration con el líder de la banda Franck Mulaja, Henry Papa Mulaja y más. Otro grupo familiar de artistas de pop gospel hip surgió de la nada en la década de 1990 conocido como Makoma. Su música influyó en muchos jóvenes africanos y afectó vidas en todo el mundo.
Ahora, una nueva generación de artistas de gospel se está apoderando de la música congoleña con un talento increíble, calidad de sonido y videoclips que incluyen; Mike Kalambay, Moise Mbiye, Audit Kabangu y Moise Matuta. Un vago músico congolés de gospel está asumiendo el control de la diáspora, principalmente en los Estados Unidos, Canadá y Europa. Serayaz es uno de los grupos que lanzó su primer álbum en 2017 "Shout of Praise" que se puede encontrar en iTunes y otras plataformas de redes sociales. Algunos de los artistas más famosos son Melanie Seraya, Steve Mwanza, Kristaal, Dena Mwana y más.